# Нусдорф (Кімгау)
Нусдорф (нім. Nußdorf) — громада в Німеччині, розташована в землі Баварія. Підпорядковується адміністративному округу Верхня Баварія. Входить до складу району Траунштайн.
Площа — 16,12 км2. Населення становить 2438 ос. (станом на 31 грудня 2020).